# Natan Altman
Natan Isajevitj Altman (ryska: Натан Исаевич Альтман), född 1889, död 1970, var en sovjetisk konstnär, formgivare och teaterdekoratör.
Altman studerade i Odessa och Paris, och deltog under 1910-talet i det ryska avantgardets utställningar. Hans tidiga verk visar influens från kubismen. År 1918 blev Altman professor i Petrograd och fick ansvaret för stadens konstliv. Han utformade agitationsdekorationer och fick bland annat huvudansvaret för massdekorationerna i samband med revolutionsfestligheterna 1918. Han utformade scenografi för scen och film. Åren 1928–1935 vistades han i Frankrike, där han är känd som Nathan Altman.

## Filmografi
- 1925 – Jevrejskoje stjastje
- 1957 - Don Quijote

### Fotnoter
1. 1 2 3 4  ”Natan Altman”. 007-berlin.de. http://www.007-berlin.de/de/artikel/natan_altman.htm. Läst 12 maj 2014.
2. ↑  ”Nathan Altman - Olga's Gallery”. Abcgallery.com. http://www.abcgallery.com/A/altman/altman.html. Läst 12 maj 2014.
3. ↑  Andrej Sarabjanov & Vasilij Ivanovič Rakitin, Энциклопедия русского авангарда, 2013, Entsiklopedija russkogo avangarda-ID: biographies/altman-natan-isaevich.[källa från Wikidata]